# Kristi födelses katedral, Chabarovsk
Kristi födelses katedral (ryska: Собор Рождества Христова; translitteration: Sobor Roshdestva Hristova) är en rysk-ortodox katedral belägen i staden Chabarovsk, i Chabarovsk kraj i sydöstra Sibirien, i Ryssland.
Kyrkan är helgad åt Jesu födelse och tillhör det rysk-ortodoxa stiftet Chabarovsks stift.

## Historik
Kristi födelses katedral i Chabarovsk byggdes år 1900 och invigdes den 27 maj 1901.
På 1930-talet blev kyrkan en förskola, men den lämnades tillbaka till församlingen 1945.
1988 fick byggnaden statusen som katedral.